# 1931年臺灣
|        | 臺灣歷史 \| 台灣歷史年表 |
| 世纪： | 19世纪臺灣 \| 20世纪臺灣 \| 21世纪臺灣 |
| 年代： | 1900年代臺灣 \| 1910年代臺灣 \| 1920年代臺灣 \| 1930年代臺灣 \| 1940年代臺灣 \| 1950年代臺灣 \| 1960年代臺灣                                           |
| 年份： | 1926年臺灣 \| 1927年臺灣 \| 1928年臺灣 \| 1929年臺灣 \| 1930年臺灣 \| 1931年臺灣 \| 1932年臺灣 \| 1933年臺灣 \| 1934年臺灣 \| 1935年臺灣 \| 1936年臺灣 |
| 纪年： | 辛未年（羊年）、日本昭和6年 |

1931年臺灣嘉義農林棒球隊贏得中等學校野球大會準優勝（亞軍）。

## 政府

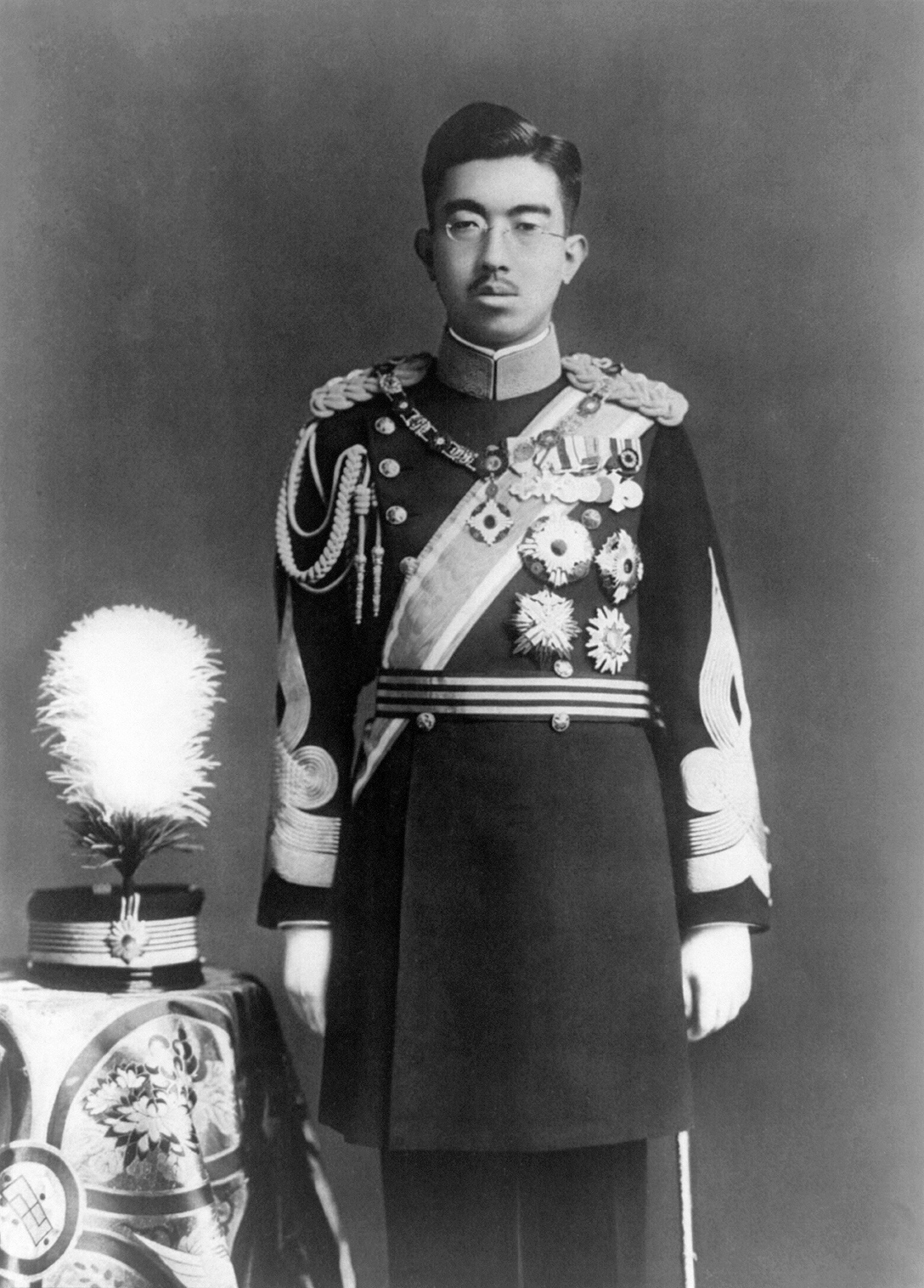
天皇：昭和天皇
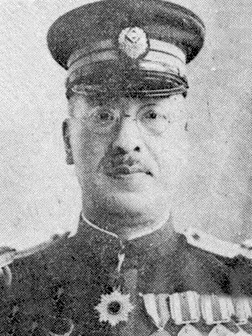
臺灣總督：太田政弘
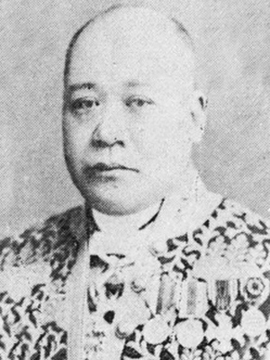
總務長官：木下信

### 成員變動

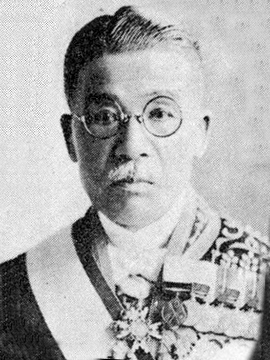
臺灣總督：石塚英藏（辭職[1]:199）
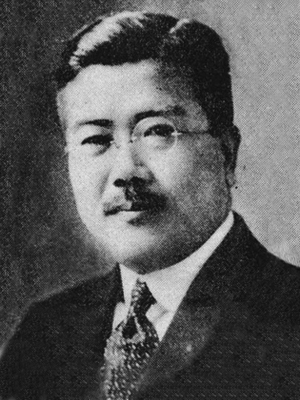
總務長官：人見次郎（辭職[1]:199）
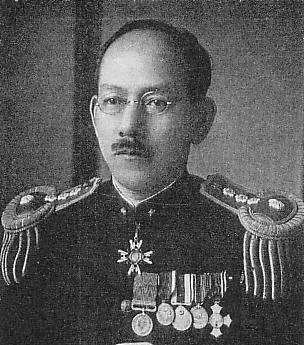
總務長官：高橋守雄

## 大事記

### 1月
- 臺灣總督石塚英藏離任，由太田政弘接任第十四任臺灣總督[2]:3772。
- 臺灣共產黨在鳳山成立改革同盟[2]:3772。

### 2月
- 2月12日——第十二次臺灣議會設置請願運動[3]:209。
- 2月18日——臺灣總督下令解散臺灣民眾黨[2]:3785，臺灣民眾黨停止運作[3]:209。

### 3月
- 臺灣共產黨領導高雄鐵路工人舉行罷工[2]:3806。
- 3月24日——臺灣總督府開始大規模逮捕臺灣共產黨成員[3]:209。

### 4月
- 4月6日——中華民國駐台北總領事館開設。
- 4月25日——第二次霧社事件發生，味方蕃攻擊保護蕃[4]:171。

### 5月
- 5月3日——臺灣召開全臺實業大會[2]:3828。
- 5月6日——第二次霧社事件倖存者被遷居到川中島（今南投縣仁愛鄉清流部落）[4]:171。
- 5月17日——建設貫穿南北的33kV輸電線。

### 6月
- 「臺灣文藝作家協會」成立[2]:3871。
- 6月24日——臺灣召開資源調查會議[2]:3867。

### 7月
- 7月9日——臺北印刷工人、基隆碼頭工人舉行大罷工[2]:3877。

### 8月
- 8月9日——簡吉等人成立赤色救援會[3]:209。
- 8月21日——嘉義農林棒球隊在甲子園贏得第17回全國中等學校優勝野球大會準優勝（亞軍）。

### 10月
- 10月1日——基隆市底下依照該年7月21日發布的〈府令第四十三號〉正式劃分為各町與大字[5]。
- 10月4日——舉行「內臺間郵便試驗飛行」；臺灣總督府與日本遞信省於此年進行具體的協定後，委託日本航空輸送株式會社（日语：日本航空輸送）出動「雲雀號」與「白鳩號」自福岡太刀洗陸軍飛行場出發到臺灣臺北、淡水，進行區間郵便飛行試驗；該次試驗飛行持續到10月10日[6]:49。
- 10月15日——於能高郡役所舉辦「川中島社歸順式」[4]:172。

### 12月
- 12月7日——臺灣再公布《禁止兌換金幣令》[2]:4009。

## 出生
- 1月22日——釋聖嚴，知名佛教禪師。台灣佛教四大名山之一法鼓山創立人。出生於中國江蘇省。（2009年逝世）
- 4月15日——蘇洪月嬌，黨外運動先驅。曾任雲林縣議員、臺灣省議員。蘇東啓之妻。（2004年逝世）
- 4月15日——張光直，考古學者、人類學家。曾任中央研究院副院長。出生於中國北平市。（2001年逝世）
- 7月5日——劉裕猷，政治人物。曾任南投縣縣長。（2002年逝世）
- 7月10日——張忠謀，企業家。台積電董事長，有「半導體教父」之稱。出生於中國浙江省寧波。
- 8月1日——許水德，政治人物。曾任官派高雄市長及臺北市長、中華民國考試院院長。（2021年逝世）
- 9月21日——葉笛，作家、詩人。（2006年逝世）
- 11月4日——王桂榮，企業家。熱心於台灣公益與黨外運動，設立了有「台灣諾貝爾獎」稱號的台美基金會, 也是台灣人公共事務會的創辦人之一。（2012年逝世）
- 12月3日——劉松藩，政治人物。曾任中華民國立法院立法委員、院長。（2016年逝世）

## 逝世
- 4月13日——陳植棋，畫家。曾以《台灣風景》、《淡水風景》入選帝展。（1906年出生）
- 8月5日——蔣渭水，醫師、社會運動參與者。曾參與臺灣文化協會與臺灣民眾黨的創立。